# Grand Prix Formule 1 van Hongarije 1995
De Grand Prix Formule 1 van Hongarije 1995 werd verreden op 13 augustus op de Hungaroring in Mogyoród nabij Boedapest.

## Uitslag
| Pos. | Nr. | Coureur                  | Constructeur       | Rondes | Tijd / Oorzaak uitval | Grid | Punten |
| ---- | --- | ------------------------ | ------------------ | ------ | --------------------- | ---- | ------ |
| 1    | 5   | Damon Hill               | Williams-Renault   | 77     | 1:46:25.721           | 1    | 10     |
| 2    | 6   | David Coulthard          | Williams-Renault   | 77     | +33.398               | 2    | 6      |
| 3    | 28  | Gerhard Berger           | Ferrari            | 76     | +1 Ronde              | 4    | 4      |
| 4    | 2   | Johnny Herbert           | Benetton-Renault   | 76     | +1 Ronde              | 9    | 3      |
| 5    | 30  | Heinz-Harald Frentzen    | Sauber-Ford        | 76     | +1 Ronde              | 11   | 2      |
| 6    | 26  | Olivier Panis            | Ligier-Mugen-Honda | 76     | +1 Ronde              | 10   | 1      |
| 7    | 14  | Rubens Barrichello       | Jordan-Peugeot     | 76     | +1 Ronde              | 14   |        |
| 8    | 24  | Luca Badoer              | Minardi-Ford       | 75     | +2 Rondes             | 12   |        |
| 9    | 23  | Pedro Lamy               | Minardi-Ford       | 74     | +3 Rondes             | 15   |        |
| 10   | 29  | Jean-Christophe Boullion | Sauber-Ford        | 74     | +3 Rondes             | 19   |        |
| 11   | 1   | Michael Schumacher       | Benetton-Renault   | 73     | Motor                 | 3    |        |
| 12   | 17  | Andrea Montermini        | Pacific-Ilmor      | 73     | +4 Rondes             | 22   |        |
| DNF  | 15  | Eddie Irvine             | Jordan-Peugeot     | 70     | Koppeling             | 7    |        |
| DNF  | 25  | Martin Brundle           | Ligier-Mugen-Honda | 67     | Motor                 | 8    |        |
| DNF  | 4   | Mika Salo                | Tyrrell-Yamaha     | 58     | Gaspedaal             | 16   |        |
| DNF  | 7   | Mark Blundell            | McLaren-Mercedes   | 54     | Brandstoflek          | 13   |        |
| DNF  | 3   | Ukyo Katayama            | Tyrrell-Yamaha     | 46     | Spin                  | 17   |        |
| DNF  | 9   | Massimiliano Papis       | Arrows-Hart        | 45     | Remmen                | 20   |        |
| DNF  | 27  | Jean Alesi               | Ferrari            | 42     | Motor                 | 6    |        |
| DNF  | 21  | Pedro Diniz              | Forti-Ford         | 32     | Motor                 | 23   |        |
| DNF  | 10  | Taki Inoue               | Arrows-Hart        | 13     | Motor                 | 18   |        |
| DNF  | 22  | Roberto Moreno           | Forti-Ford         | 8      | Versnellingsbak       | 21   |        |
| DNF  | 16  | Giovanni Lavaggi         | Pacific-Ilmor      | 5      | Spin                  | 24   |        |
| DNF  | 8   | Mika Häkkinen            | McLaren-Mercedes   | 3      | Motor                 | 5    |        |

## Wetenswaardigheden
- Rubens Barrichello reed op een derde plaats toen zijn motor het in de laatste bocht liet afweten. Hij werd nog zevende.
- Pedro Lamy verving Pierluigi Martini bij Minardi.
- Taki Inoue werd geraakt door een wagen van de marshalls toen hij een brandje in zijn wagen probeerde te blussen.

## Statistieken
| Pole-position | Damon Hill | Williams-Renault | 1:16.982 |
| Snelste ronde | Damon Hill | Williams-Renault | 1:20.247 |

## Noot
- Dit was de tiende pole position en eerste Grand Slam voor Damon Hill.

1936 · 1986 · 1987 · 1988 · 1989 · 1990 · 1991 · 1992 · 1993 · 1994 · 1995 · 1996 · 1997 · 1998 · 1999 · 2000 · 2001 · 2002 · 2003 · 2004 · 2005 · 2006 · 2007 · 2008 · 2009 · 2010 · 2011 · 2012 · 2013 · 2014 · 2015 · 2016 · 2017 · 2018 · 2019 · 2020 · 2021 · 2022 · 2023 · 2024 · 2025 · 2026 · 2027 · 2028 · 2029 · 2030 · 2031 · 2032